# Општина Јанку Жиану (Олт)
Јанку Жиану (рум. Iancu Jianu) општина је у Румунији у округу Олт.
Oпштина се налази на надморској висини од 174 m.